# الفشل المرجعي
الفشل المرجعي، أو الفشل في الإشارة ، أو فشل المرجع، في فلسفة اللغة هو المفهوم القائل بأن الأسماء يمكن أن تفشل في تسمية شيء حقيقي. وفقًا لنظرية الحقيقة لبرتراند راسل، لا يوجد سوى عالم فعلي واحد، وتعتمد قيمة الصواب للتقرير على ما إذا كان التقرير موجودًا في العالم الفعلي. استمرارًا لتقليد جوتلوب فريجه ، افترض برتراند راسل أن الاسم يختار أو يشير إلى شيء حقيقي في العالم ( نظرية راسل للحقيقة ). ومن ثم فإن اسم جنكيز خان مستوحى من الزعيم المغولي الذي عاش في القرنين الثاني عشر والثالث عشر والذي نعرفه بهذا الاسم. أي جملة نعلق فيها مسندًا على اسم جنكيز خان تكون صحيحة إذا كان المسند موجودًا في العالم الفعلي. وأي جملة لا يحصل فيها المسند لجنكيز خان فهي باطلة. إن عبارة ويكيبيديا " أسس جنكيز خان أكبر إمبراطورية متجاورة في تاريخ العالم " صحيحة، وعبارة " كان جنكيز خان أحد أكثر الكتاب المسرحيين نجاحًا في أواخر العصر الفيكتوري في لندن " خاطئة.  وكمثال على الاسم الذي لا يشير إلى شيء حقيقي، استخدم راسل عبارة " ملك فرنسا الحالي " في مقال نشر عام 1905م. 

## قيم الصواب في العالم الخيالي

### التمييز بين الأقوال الخيالية والأقوال الكاذبة
وفقًا للنظرية المرجعية لراسل، فإن عبارة " لونغ جون سيلفر لديه ساق خشبية" وعبارة "قطر قمر الأرض أربعة أمتار" كلاهما خطأ. تعاني العبارة الأولى من فشل مرجعي، لأنها تفشل في انتقاء فرد ما في العالم الفعلي. تشير الجملة الثانية إلى كائن في العالم الفعلي، ولكن المسند لا يتطابق مع العالم الفعلي. (يبلغ القطر الفعلي أكثر من 3470 كم) وبالتالي فإن نظرية راسل لا تحدد قيم صائبة مختلفة للعبارتين. 

### الأقوال الصحيحة والخاطئة في الخيال
في النظام لراسل، عبارة "لونغ جون سيلفر لديه ساق خشبية" وعبارة "كان لونغ جون سيلفر أحد أكثر الكتاب المسرحيين نجاحًا في أواخر العصر الفيكتوري في لندن" لهما نفس قيمة الصواب: خطأ. قد تمثل هذه المساواة مشاكل لأولئك الذين يرغبون في التمييز بين هذه العبارات من حيث قيمة الصواب.